# Pelourinho de Rebordainhos
O Pelourinho de Rebordainhos localiza-se num largo junto à Igreja Matriz de Rebordainhos, na freguesia de Rebordainhos e Pombares, município de Bragança, distrito do mesmo nome, em Portugal.

## História
Terá sido erguido no século XVI.
Encontra-se classificado como Imóvel de Interesse Público desde 1933.

## Características
Sobre um soco formado por dois degraus quadrangulares, assenta o fuste quadrangular de ângulos chanfrados, possuindo a meio um arco de ferro. O remate é quadrado, com as faces rebaixadas, apresentando como decoração em baixo relevo uma cara e o que parece ser uma cruz de Santo André.